# ميخيل يورشينكو
ميخيل يورشينكو (مواليد 20 يونيو 1970) هو ملاكم كازاخستاني، مثّل بلاده في الألعاب الأولمبية الصيفية 1996.

## روابط خارجية
ميخيل يورشينكو على موقع أوليمبيديا (الإنجليزية)